# Ginnastica ai Giochi della XXIX Olimpiade - Volteggio femminile
La finale del volteggio femminile si è svolta allo Stadio Coperto Nazionale di Pechino il 17 agosto, con inizio alle ore 18:45.

## Finale
| Pos. | Ginnasta                        | Primo volteggio | Primo volteggio | Primo volteggio | Primo volteggio | Secondo volteggio | Secondo volteggio | Secondo volteggio | Secondo volteggio | Media  |
| Pos. | Ginnasta                        | Partenza        | Giuria          | Pen.            | Totale          | Partenza          | Giuria            | Pen.              | Totale            | Media  |
| ---- | ------------------------------- | --------------- | --------------- | --------------- | --------------- | ----------------- | ----------------- | ----------------- | ----------------- | ------ |
|      | Hong Un Jong ( Corea del Nord)  | 6,500           | 9,350           | 0,300           | 15,500          | 6,500             | 9,250             | -                 | 15,775            | 15,650 |
|      | Oksana Chusovitina ( Germania)  | 6,300           | 9,425           | -               | 15,725          | 6,000             | 9,425             | -                 | 15,425            | 15,575 |
|      | Cheng Fei ( Cina)               | 6,500           | 9,575           | -               | 16,075          | 6,500             | 8,550             | -                 | 15,050            | 15,562 |
| 4    | Alicia Sacramone ( Stati Uniti) | 6,300           | 9,450           | -               | 15,750          | 5,800             | 9,525             | -                 | 15,325            | 15,537 |
| 5    | Ariella Käslin ( Svizzera)      | 6,300           | 9,100           | -               | 15,400          | 5,500             | 9,200             | -                 | 14,700            | 15,050 |
| 6    | Carlotta Giovannini ( Italia)   | 5,800           | 9,225           | 0,100           | 14,925          | 5,900             | 8,275             | -                 | 14,175            | 14,550 |
| 7    | Jade Barbosa ( Brasile)         | 5,800           | 8,925           | -               | 14,725          | 5,600             | 8,650             | -                 | 14,250            | 14,487 |
| 8    | Anna Pavlova ( Russia)          | 6,500           | 9,125           | -               | 15,625          | 0,000             | 0,000             | -                 | 0,000             | 7,812  |